# George Soper
Pour les articles homonymes, voir Soper.
George Albert Soper II (2 février 1870 - 17 juin 1948) est un ingénieur sanitaire américain. 
Il est notamment célèbre pour avoir identifié Mary Mallon, aussi connue sous le nom de Typhoid Mary, comme la première porteuse saine de la fièvre typhoïde. 

## Biographie
Soper est le fils de George Albert Soper (1837-1869) et de Georgianna Lydia Buckman (décédée en 1882). 
Il reçoit son diplôme du Rensselaer Polytechnic Institute en 1895. Il devient docteur de l'Université Columbia en 1899. En 1907 il est présenté comme « Major, US Army », à son entrée au New-York City Department of Health Centennial newspapers. Il se fait remarquer en découvrant la porteuse saine « Typhoid Mary ». De 1923 à 1928 il est directeur général de l’American Society for the Control of Cancer, plus tard connue sous le nom d’American Cancer Society.

## Publications traduites
- « Leçons d'une pandémie », Science, 1919. Publié par Allia, 2020 (traduction Danielle Orhan), 48 p.  (ISBN 9791030413113).
- « Marie Typhoïde », Bulletin of the New York Academy of Medicine, 1939. Publié par Allia, 2020, (traduction Danielle Orhan) 48 p.  (ISBN 9791030413175)